# Isla de los Arrecifes (Las Llaves)
La isla de los Arrecifes (en inglés: South Jason Island) es una isla del noroeste del archipiélago de las Malvinas, que forma parte del grupo de las "islas Las Llaves" y se encuentra al sur de la isla Pan de Azúcar, al norte de la isla Afelpada del Sur y al noroeste de la isla Remolinos.
La isla es administrada por el Reino Unido como parte del territorio británico de ultramar de las Islas Malvinas. Es reclamada por la República Argentina que la hace parte del departamento Islas del Atlántico Sur dentro de la provincia de Tierra del Fuego, Antártida e Islas del Atlántico Sur.

## Guerra de las Malvinas
Durante la guerra de las Malvinas, dos A-4C Skyhawk argentinos se estrellaron en la isla el 9 de mayo de 1982 - ambos pilotos - el teniente Jorge Casco y el teniente Jorge Farias - resultaron muertos. El C-313 (el avión del teniente Casco) fue filmado justo antes de estrellarse durante un reabastecimiento en vuelo. El 12 de enero de 2001, un equipo del EoD visitó la isla para buscar cualquier munición que permaneciera activa desde la guerra.
Los restos de Casco se encontraron después del fin de la guerra (1999) en 51°12′23″S 60°53′26″O / -51.20639, -60.89056. Fue enterrado el 7 de marzo de 2009 en el Cementerio de Darwin en la isla Soledad. Su familia exigió que sus restos fueran sepultados allí cuando retornaron de la parte continental de Argentina en julio de 2008 para un examen de ADN para confirmar su identidad.